# Tony Garbelotto
Anthony „Tony“ Garbelotto (* 2. Januar 1969) ist ein britischer Basketballtrainer. Garbelotto arbeitete vorwiegend in seinem Heimatland als Trainer in der British Basketball League. Von 2012 bis 2014 war er Trainer des deutschen Zweitligisten MLP Academics Heidelberg in der 2. Bundesliga ProA.

## Karriere
Garbelotto begann vergleichsweise früh mit einer Karriere als Trainer und wurde 1992 mit 23 Jahren Trainerassistent bei den Towers aus London in der British Basketball League (BBL). Nach zwei Spielzeiten verließ er diesen Posten und wurde 1997 in gleicher Position Assistent bei der englischen Herrenauswahl. Ein Jahr später berief man ihn als verantwortlichen Trainer für die U22-Juniorenauswahl sowie für 1999 als Trainer der Studentenauswahl für die Sommer-Universiade 1999.
Als Vereinstrainer übernahm Garbelotto 1998 die verantwortliche Position bei KFÍ im isländischen Ísafjörður. Mit dem isländischen Meister von 1996 verzeichnete Garbelotto jedoch keine Titelerfolge und nach zwei Jahren kehrte er in sein Heimatland zurück und übernahm die Eagles aus Newcastle. Im Ligapokal „BBL uni-ball Trophy“ erreichte man das Endspiel, das gegen die Chester Jets verloren ging. Nach dem Ende der darauffolgenden Spielzeit wechselte Garbelotto 2002 zu den Bullets aus Birmingham. In der ersten Saison verpasste man auf dem drittletzten Tabellenplatz nach der Hauptrunde die Play-offs um die Meisterschaft, erreichte aber im Ligapokal zumindest das Halbfinale. Die folgende Saison endete auf dem letzten Tabellenplatz.
2006 übernahm Garbelotto die neu geschaffene BBL-Franchise London United, die die eingestellten Towers ersetzten. Die United erreichten in ihrer Debüt-Saison knapp die Play-offs um die Meisterschaft, in denen sie in der ersten Runde ausschieden. Anschließend zogen sie sich bereits wieder aus der BBL zurück und wurden durch die London Capital ersetzt. Nach der Vergabe der Olympischen Spiele 2012 in die britische Hauptstadt London wurde 2006 aus den drei Auswahlmannschaften Großbritanniens ohne Nordirland eine britische Herren-Nationalmannschaft wiedergegründet. Garbelotto assistierte dabei in den folgenden drei Jahren Cheftrainer Chris Finch, der die Mannschaft in den Kreis der besten europäischen Nationalmannschaften und zur EM-Endrunde 2009 führte. Hier schied man jedoch nach drei Vorrunden-Niederlagen frühzeitig aus.
Garbelotto war 2008 als Vereinstrainer in die BBL zurückgekehrt und hatte die Everton Tigers übernommen, die ein Jahr zuvor der BBL beigetreten waren. Den Pokalwettbewerb „BBL Cup“ gewann man im Januar 2009 mit einem 103:49-Kantersieg über die Plymouth Raiders. Nach dem zweiten Platz in der Hauptrunde erreichte man das Play-off-Finalspiel um die Meisterschaft, das knapp gegen Garbelottos ehemaligen Verein Newcastle Eagles verloren ging. In der folgenden Saison spielte man eine eher mäßige Hauptrunde, in der man auf dem fünften Platz endete, konnte aber in den Play-offs alle anderen Mannschaften schlagen, darunter Titelverteidiger Newcastle Eagles im Halbfinale, und holte nach dem Finalsieg über die Glasgow Rocks die erste Meisterschaft für den Verein. Zur folgenden Saison trennte man sich vom Fußballverein FC Everton und nannte sich fortan Mersey Tigers. Bis auf das deutlich verlorene Pokalfinale gegen die Sheffield Sharks im Januar 2011 blieb man in allen anderen BBL-Wettbewerben am Ende siegreich und revanchierte sich mit dem Sieg im Meisterschaftsfinale über die Sharks auch für die erlittene Pokalniederlage. Garbelotto wurde als Trainer des Jahres 2011 der BBL ausgezeichnet. Anschließend erfolgte nach finanziellen Schwierigkeiten ein vollständiger Neuaufbau im Verein. Die folgende Saison 2011/12 dominierten die Newcastle Tigers, während die Mersey Tigers als Hauptrundenvorletzter die Play-offs um die Meisterschaft verpassten.
Für die Saison 2012/13 wurde Garbelotto dann vom deutschen Zweitligisten MLP Academics Heidelberg verpflichtet. Die ProA 2012/13 endete jedoch enttäuschend, als man die Play-offs um den Aufstieg in die höchste deutsche Spielklasse knapp verpasste. Auch 2013/14 verpasste Heidelberg die Play-offs. Im Zuge der Saisonanalyse wurde bekannt gegeben, dass Garboletto zur Saison 2014/2015 keinen neuen Vertrag als Cheftrainer mehr erhalte.
Von 2014 bis 2017 trainierte er die Mannschaft Saigon Heat in Vietnam sowie die Nationalmannschaft des Landes. Im August 2017 übernahm er das Traineramt beim britischen Erstligisten Scottish Rocks sowie in Doppelfunktion den Posten des schottischen Nationaltrainers. Im Februar 2018 wurde er aus beiden Ämtern entlassen, zudem trat er gleichzeitig als Trainer der britischen Nationalmannschaft zurück, dieses Amt hatte Garbelotto zusätzlich seit September 2017 innegehabt.
Im September 2018 wurde er Berater der neugegründeten Mannschaft London City Royals. Ende Januar 2019 trat er den Dienst als Interimstrainer des englischen Erstligisten Worcester Wolves an, um den erkrankten Ty Shaw zu vertreten, und blieb vorerst im Amt, da Shaw im März 2019 nach wie vor nicht in der Lage war, auf den Posten zurückzukehren. Anschließend nahm Garbelotto eine Stelle in Japan an.
Er arbeitete 2021/22 als Cheftrainer von NSH Mountain Gold Timika in Indonesien, im November 2022 wechselte er innerhalb des Landes zu Bali United. 2024 wurde er Trainer von Rans Simba Bogor (ebenfalls in Indonesien).